# Доходный дом Проханова
Доходный дом Проханова — памятник архитектуры, градостроительства и истории во Владикавказе, Северная Осетия. Объект культурного наследия России регионального значения. Находится в исторической части города на пересечении улиц Ленина, д. 63, Маяковского, д. 23 и Никитина, д. 28.
Двухэтажное кирпичное здание построено в 1890 году по заказу купца, представителя местной молоканской общины Степана Антоновича Проханова (прадед писателя Александра Проханова). Дом предназначался для сдачи в наём квартиросъёмщикам. В этом доме в квартире № 12 в 1938—1941 годах проживал Герой Советского Союза Григорий Иванович Корнеев.
Архитектура
Центральный фасад выходит на улицу Ленина, боковые — на улицы Маяковского и Никитина. Северо-восточный угол здания украшен небольшой башней. Прямоугольные оконные проёмы украшены замковыми камнями и сухариками. Под окнами первого этажа находятся имитационные ниши и над окнами второго этажа — сандрики. Окны второго этажа обрамлены кирпичными наличниками и увенчаны консолями и козырьками. Между этажами протянут кирпичный пояс. На главном фасаде расположены два балкона с металлическим художественным ограждением. Юго-восточный угол украшен балконом с аттиком и художественным металлическим ограждением.